# Corea del Sur en los Juegos Olímpicos de Albertville 1992
Corea del Sur estuvo representada en los Juegos Olímpicos de Albertville 1992 por un total de 23 deportistas, 19 hombres y 4 mujeres, que compitieron en 6 deportes.
El portador de la bandera en la ceremonia de apertura fue el patinador de velocidad Lee Yeong-Ha.

## Medallistas
El equipo olímpico surcoreano obtuvo las siguientes medallas:
| Nombre                                         | Deporte                              | Competición      |
| ---------------------------------------------- | ------------------------------------ | ---------------- |
| Oro                                            |                                      |                  |
| Kim Ki-Hoon                                    | Patinaje de velocidad en pista corta | 1000 m M         |
| Kim Ki-Hoon Lee Joon-Ho Mo Ji-Soo Song Jae-Kun | Patinaje de velocidad en pista corta | Relevos 5000 m M |
| Plata                                          |                                      |                  |
| Kim Yoon-Man                                   | Patinaje de velocidad                | 1000 m M         |
| Bronce                                         |                                      |                  |
| Lee Joon-Ho                                    | Patinaje de velocidad en pista corta | 1000 m M         |